# 약숫골도서관
약숫골도서관은 울산광역시 중구 약사동 소재의 구립 도서관이다.

## 연혁
- 2013.09.24 도서관 개관

## 시설현황
동주민센터(1층~2층), 도서관,장남감대여실(3층), 열람실(4층) *열람석 178석